# Болть
Болть — река в России, протекает в Шарьинском и Мантуровском районах Костромской области. Левый приток Унжи.

## География
Река Болть берёт начало в берёзово-осиновых лесах вдали от населённых пунктов. Течёт на запад. Вблизи места впадения в Унжу находятся населённые пункты Быковка и Устье реки Болть. Устье реки находится в 144 км по левому берегу реки Унжа. Длина реки составляет 35 км.

## Данные водного реестра
По данным государственного водного реестра России относится к Верхневолжскому бассейновому округу, водохозяйственный участок реки — Унжа от истока и до устья, речной подбассейн реки — Бассей притоков Волги ниже Рыбинского водохранилища до впадения Оки. Речной бассейн реки — (Верхняя) Волга до Куйбышевского водохранилища (без бассейна Оки).
По данным геоинформационной системы водохозяйственного районирования территории РФ, подготовленной Федеральным агентством водных ресурсов:
- Код водного объекта в государственном водном реестре — 08010300312110000015846
- Код по гидрологической изученности (ГИ) — 110001584
- Код бассейна — 08.01.03.003
- Номер тома по ГИ — 10
- Выпуск по ГИ — 0